# Kim Sung-min
Kim Sung-min (kor.: 김성민, ur. 29 czerwca 1987) – koreański judoka, brązowy medalista mistrzostw świata.
Największym sukcesem zawodnika jest brązowy medal mistrzostw świata w Paryżu w 2011 w kategorii powyżej 100 kg oraz brązowy medal mistrzostw świata w Incheon w 2014 w kategorii powyżej 100 kg.